# Fenazon
A fenazon (INN: phenazone) láz- és fájdalomcsillapító gyógyszer. Általában szájon át adják, de a fájdalomcsillapító lidokainnal kombinálva fülcseppként is használatos.
A fenazon felezési ideje 12 óra, míg a többi nem-szteroid gyulladáscsökkentő gyógyszeré (NSAID) 6–8 óra között szokott lenni. A fenazon ezért alkalmasabb a többi ilyen szernél állandó fájdalom (pl. migrén) ellen.
A VIII. Magyar Gyógyszerkönyvben Phenazonum    néven hivatalos.  

## Hatásmód
A prosztaglandin előállításában szerepet játszó ciklooxigenáz enzimek (COX-1(en), COX-2(en), COX-3(en)) gátlásával hat.
Legfontosabb metabolitja a 4-hidroxi-fenazon, mely a vizelettel ürül. Ezen anyag ürülésével jól mérhető a májfunkció.

## Mellékhatások, ellenjavallatok
A fenazon ellenjavallt glükóz-6-foszfát dehidrogenáz hiány(en) esetén. Fülcsepp formában ellenjavallt dobhártyarepedés esetén is. Fokozott figyelem szükséges terhesség és korábbi vér-rendellenesség esetén.
Mellékhatásai a többi NSAID kategóriájú gyógyszeréhez hasonlóak: emésztőrendszeri panaszok, allergia. Hosszabb ideig nagy adagban szedve, különösen alkoholfogyasztás mellett májproblémák is előfordulhatnak.
Idősebb, rosszabb állapotú betegekben a fenazon kölcsönhatásba léphet a teofillinnel. E két szert néhány készítményben kombinálják is. Ritkábban koffeinnel is előfordulhat kölcsönhatás (kávé, tea). Ilyenkor a fenazon-adag csökkentése szükséges.
Szájon át nagy adagban szedve kómát és súlyos bőrrepedéseket okozhat. Mindkettő életveszélyes is lehet.

## Adagolás
Enyhe–közepes fájdalom ellen szájon át. 15 éves kor felett: 500–1000 mg 4–8 óránként. A napi maximum 4000 mg. 12–15 év között 500 mg naponta egyszer vagy kétszer.
Akut migrén ellen  szájon át. 15 éves kor felett: 1000 mg 4–8 óránként. A napi maximum 4000 mg.
Fülgyulladás ellen felnőtteknek 0,5%-os fülcseppből napi 3–4-szer 4–6 csepp a fertőzés súlyosságának függvényében.

## Előállítás
A folyékony metil-3-oxobutanoát és fenilhidrazin(en) reakciójából keletkező 1,2-dihidro-2-fenil-5-metil-3H-pirazol-3-on-t lepárolják, majd KOH jelenlétében dimetil-szulfáttal(en) metilezik.

## Fizikai/kémiai tulajdonságok
Fehér vagy csaknem fehér por. Vízben, 96%-os etanolban és diklórmetánban nagyon jól oldódik. Hevítésre szén-monoxid, szén-dioxid és mérgező nitrogén-oxidok keletkezése közben bomlik.

## Fenazon-teszt
Tanninok kimutatására szolgál.
A vizsgálandó anyag oldatához nátrium-foszfátot adnak, leszűrik, majd fenazont adnak hozzá. Tannin jelenlétében csapadék keletkezik.

## Készítmények
A nemzetközi gyógyszerkereskedelemben:
Önállóan:
- Aurone
- Burex
- Clorizol
- Curbetan
- Dentigoa
- Erasol
- Erasol-Ido
- Eu-Med
- Migrane-Kranit Mono
- Oto-Phen
- Phenosane
- Pyramin RB
- Pyrazon
- Pyrazone
- Pyrazonl
- Spalt N
- Tropex

Nagyon sok gyógyszerkombináció alkotórésze.
Magyarországon:
- OTIPAX fülcsepp